# NGC 6816
NGC 6816 је елиптична галаксија у сазвежђу Стрелац која се налази на NGC листи објеката дубоког неба.
Деклинација објекта је - 28° 24' 3" а ректасцензија 19h 44m 2,4s. Привидна величина (магнитуда) објекта NGC 6816 износи 12,7 а фотографска магнитуда 13,7. NGC 6816 је још познат и под ознакама ESO 460-30, MCG -5-46-6, PGC 63587.